# 二里岗文化
34°45′14″N 113°40′34″E / 34.754°N 113.676°E
二里岗文化，又作二里冈文化，是新石器时代晚期至青铜时代早期的一种考古学文化，以河南郑州二里岗遗址命名。二里岗遗址即郑州商城东南部的一处遗址，最早發現於1950年。二里岗分为下层、上层二层，下层为早、上层为晚，二层以下又各分为早、晚二期，总共四期。二里岗文化的绝对年代晚于偃师二里头遗址（夏中后时期文化），而早于安阳殷墟遗址的晚商文化。二里岗文化是早商文化（即成汤滅夏至中丁之間的時期），早商文化涵括成汤灭夏后商王朝早期的遗存总和，是相对于以殷墟文化为代表的晚商遗存而言的。
後續研究發現，二里崗遺址的城牆為周長約為7（4英里），牆基厚度推估約為20（66英尺），高度約8（26英尺）。城外有大型工作坊，包含骨匠坊、陶藝坊，和兩間銅作坊。可能與新石器時期的龍山文化一脈相承。
二里崗文化的銅藝技術衍生自早期二里頭文化，其銅器的使用範圍較二里頭文化廣，品質也較均一。從城市布局、宫室建筑营造方式、官营手工业作坊、葬俗、用玉传统及祭祀遗存等文化特征，能够看到二里岗文化繼承了二里头文化很多特征，二里头文化和二里岗文化是一个连续发展、逐渐演变的过程，其中不存在物质文化上的突变。

## 历史
陕西的客省庄文化（2600-2000 BCE）到太行山东麓，在二里头文化晚期到达郑州一带，压迫岳石文化往东退，形成了二里岗文化，并建立了郑州商城与二里头文化在荥阳附近对峙。最后二里岗文化进入洛阳盆地，彻底击败二里头文化，二里岗文化迅速覆盖了二里头文化的分布区，而且分布范围還进一步扩大，北至石家莊一帶。
介于二里岗文化与殷墟文化（1300-1046 BCE）之间，大约有百年左右的缺环，被考古学界称为“中商文化”，中商文化的分布范围较二里岗有明显扩大，东到泰沂山脉一线，西抵关中西部岐山、扶风，北面抵近长城，南逾长江。

## 遗址

### 郑州商城遗址
郑州商城遗址位于中国河南省郑州市，是商代都城的遗址，年代距今3500年左右。

### 偃师商城遗址
偃师商城遗址，又名尸乡沟商城遗址，位于中国河南省偃师市西，北靠邙山，南临洛水，总面积约2平方公里。城址覆盖在地面下1-4米。1983年春在配合基建工程中发现，中国社会科学院考古研究所进行多次发掘。

### 小双桥遗址
小双桥遗址位于河南郑州市中原区石佛镇小双桥村，被认为是商君仲丁所迁之隞（嚣）都。

### 望京楼遗址
望京楼遗址位于河南省新郑市西北6公里望京楼水库东。遗址发现于20世纪60年代，面积为12万平方米，2006年被公布为河南省文物保护单位。其遗址堆积以二里头文化和商代文化（二里岗文化）遗存为主，包括二里头文化城墙及护城河、二里岗文化城墙及护城河、外廓城墙及护城河。

### 盤龍城遺址
盘龙古城遗址位于湖北武汉市黄陂区的盘龙湖旁，为公元前15世纪前后商代前期的古城遗址，面积约1.1平方公里，是第三批全国重点文物保护单位。

## 参見
- 商朝

### 脚注
1. ↑  . 中国国家博物馆. 文汇报. 2014-01-13  [2017-04-18].[永久]
2. ↑  王玉哲. . 上海人民出版社. 2000年7月. ISBN 7-208-03283-1.
3. ↑  . 桑栎. 2017年. （原始内容存档于2020-06-30）. （页面存档备份，存于）
4. ↑  . （原始内容存档于2018-07-01）.
5. ↑  邹衡. . . 北京: 文物出版社. 1980: 183–219.
6. ↑  黃銘崇. . 聯經出版事業公司. 2016: 18. ISBN 9860481725.
7. ↑  . 许宏. 2014年. （原始内容存档于2020-06-30）. （页面存档备份，存于）
8. ↑  . （原始内容存档于2019-05-13）. （页面存档备份，存于）
9. ↑  唐际根. . 考古学报. 1999, (4): 393-420.
10. ↑  王震中. . 考古与文物. 2006, (01): 44-49.
11. ↑  孙晓鹏、韦姗杉. . 2015.
12. ↑  . 郑州市文物局网站. 2016-07-26  [2017-03-18]. （原始内容存档于2017-03-18） （简体中文）. （页面存档备份，存于）
13. ↑  赵富海. . 瞭望东方周刊网站. 2016-11-10  [2017-03-18]. （原始内容存档于2017-03-18） （简体中文）. （页面存档备份，存于）
14. ↑  张松林; 吴倩. . 中国历史文化遗产保护网. 中国文物报.   [2017-04-18]. （原始内容存档于2017-04-19）. （页面存档备份，存于）

### 书籍
- Bagley, Robert, , Loewe, Michael; Shaughnessy, Edward L.  (编), , Cambridge: Cambridge University Press: 124–231, 1999, ISBN 978-0-521-47030-8.
- Liu, Li, , Asian Perspectives: the Journal of Archaeology for Asia and the Pacific: 1–40, doi:10.1353/asi.2003.0025.
- Fong, Wen (ed.), , New York: The Metropolitan Museum of Art, 1980  [2015-05-14], ISBN 0870992260, （原始内容存档于2013-12-24）
- Kyle Steinke, , 普林斯顿大学出版社, 2014  [2017-04-18], ISBN 9780691159942, （原始内容存档于2019-05-15）